# Wamsutter
Wamsutter – miasto w Stanach Zjednoczonych, w stanie Wyoming, w hrabstwie Sweetwater.